# 范天凯
范天凱（Devavarman、？—？），6世紀初林邑国国王，范文款之子。510年，南朝梁派遣使者，梁武帝賜范天凱持節、督缘海諸軍事、威南将軍、林邑王。511年到514年向梁遣使朝贡三次。